# Eleição municipal de Cametá em 2024
A eleição municipal da cidade de Cametá em 2024 ocorreu no dia 6 de outubro (primeiro turno) , com o objetivo de eleger um prefeito, um vice-prefeito e 17 vereadores responsáveis pela administração da cidade, que terá seu início em 1° de janeiro de 2025, e terá seu término em 31 de dezembro de 2028. O atual prefeito Victor Cassiano, do Movimento Democrático Brasileiro (MDB), está apto, e disputou um novo mandato a frente do poder executivo municipal, sendo reeleito com 55,81% dos votos válidos, correspondente a 49.987 votos nominais, sendo a maior votação dada a um postulante ao Executivo Municipal em toda a história cametaense.

## Contexto

### Eleição anterior
O administrador Victor Corrêa Cassiano, filiado ao Movimento Democrático Brasileiro (MDB), foi eleito prefeito de Cametá com 35.722 votos (46,61%), derrotando o então mandatário Waldoli Valente, do Partido Social Cristão (PSC), que obteve 26.411 votos (34,46%), e o então vereador Cleidinho Teles, do Partido dos Trabalhadores (PT), que obteve 14.499 votos (18,92%).

### Eleições gerais de 2022
Nas eleições para governador, Helder Barbalho (MDB) foi reeleito em primeiro turno obtendo 71.511 votos (90,74%), contra 6.650 votos (8,44%) de Zequinha Marinho (PL) em Cametá. Os outros candidatos somaram 652 votos (0,82%) na cidade.
Já no primeiro turno das eleições presidenciais, Luiz Inácio Lula da Silva (PT) obteve 61.121 votos (73,81%) contra 17.289 votos (20,88%) de Jair Bolsonaro (PL) no município. Outros candidatos somaram 4.402 votos (5,31%). No segundo turno, Lula obteve 60.945 votos (75,97%) e Bolsonaro obteve 19.273 votos (24,03%) na região.

## Calendário eleitoral
| Início        | Fim           | Atividades | Status    |
| ------------- | ------------- | --- | --------- |
| 7 de março    | 5 de abril    | Janela partidária para vereadores trocarem de partido visando concorrer às eleições sem perder o mandato. | Realizado |
| 6 de abril    | 6 de abril    | Data-limite para todas as legendas e federações partidárias obterem o registro dos estatutos no TSE e para todos os candidatos terem domicílio eleitoral na circunscrição em que desejam disputar as eleições com a filiação deferida pelo partido. | Realizado |
| 15 de maio    | 15 de maio    | Início da campanha de arrecadação prévia de recursos na modalidade de financiamento coletivo para pré-candidatos, sem realização de pedidos de voto e obedecendo a regras relativas à propaganda eleitoral na Internet.                             | Realizado |
| 20 de julho   | 5 de agosto   | Realização de convenções partidárias para deliberar sobre coligações e escolher candidatos às prefeituras e aos cargos de vereador. Os partidos têm até 15 de agosto para registrar os nomes na Justiça Eleitoral.                                  | Realizado |
| 16 de agosto  | 16 de agosto  | Início das campanhas eleitorais de forma igualitária, podendo qualquer publicidade ou manifestação com pedido explícito de voto antes da data ser considerada irregular e multada.                                                                  | Realizado |
| 30 de agosto  | 3 de outubro  | Veiculação da propaganda eleitoral gratuita no rádio e na televisão. | Realizado |
| 6 de outubro  | 6 de outubro  | Realização do primeiro turno das eleições municipais. | Realizado |
| 11 de outubro | 25 de outubro | Veiculação da propaganda eleitoral gratuita no rádio e na televisão para o segundo turno. | Realizado |
| 27 de outubro | 27 de outubro | Realização de um eventual segundo turno nas cidades com mais de 200 mil eleitores em que o candidato a prefeito mais votado não tenha atingido a metade mais um dos votos válidos.                                                                  | Realizado |

## Candidatos à prefeitura
| Nº | Prefeito(a)  | Prefeito(a)             | Prefeito(a)       | Prefeito(a)                                            | Vice Prefeito(a) | Vice Prefeito(a) | Vice Prefeito(a)    | Vice Prefeito(a)         | Vice Prefeito(a)                                                                          | Coligação Partido(s)                                                         | Referências          |
| Nº | Candidato(a) | Candidato(a)            | Partido Federação | Cargos relevantes                                      | Candidato(a)     | Candidato(a)     | Candidato(a)        | Partido Federação        | Cargos relevantes                                                                         | Coligação Partido(s)                                                         | Referências          |
| -- | ------------ | ----------------------- | ----------------- | ------------------------------------------------------ | ---------------- | ---------------- | ------------------- | ------------------------ | ----------------------------------------------------------------------------------------- | ---------------------------------------------------------------------------- | -------------------- |
| 13 |              | José Domingos Fernandes | PT FE Brasil      | - Professor universitário                              |                  |                  | Li Miranda          | PCdoB FE Brasil          | - Empresária                                                                              | Sem coligação                                                                | [ 8 ]                |
| 15 |              | Victor Cassiano         | MDB               | - Prefeito de Cametá (2021–atualmente) - Administrador |                  |                  | Ênio de Carvalho    | UNIÃO                    | - Vice-Prefeito de Cametá (2021–atualidade) - Vereador por Cametá (2017–2020) Empresário  | Cametá, sempre em frente MDB, UNIÃO, PP, PSD, PDT, PSB e Avante              | [ 9 ] [ 10 ] [ 11 ]  |
| 22 |              | Jáder Frederico Barros  | PL                | - Médico cirurgião                                     |                  |                  | Reinaldo Itaparica  | PL                       | - Professor                                                                               | Sem Coligação                                                                | [ 12 ] [ 13 ] [ 14 ] |
| 77 |              | Benedito Pompeu         | Solidariedade     | - Vice-Prefeito de Cametá (2009–2012) - Empresário     |                  |                  | José Luís Gonçalves | PSDB Fed. PSDB Cidadania | - Vice-Prefeito de Cametá (2017–2020) - Vereador por Cametá (2001–2004, 2009–2016) Médico | Cametá mais solidária Solidariedade e Fed. PSDB Cidadania (PSDB e Cidadania) | [ 15 ] [ 16 ]        |

### Candidatura inapta
| Nº | Prefeito(a)  | Prefeito(a)    | Prefeito(a)       | Prefeito(a)                                      | Vice Prefeito(a) | Vice Prefeito(a) | Vice Prefeito(a) | Vice Prefeito(a)  | Vice Prefeito(a)  | Coligação Partido(s) | Referências |
| Nº | Candidato(a) | Candidato(a)   | Partido Federação | Cargos relevantes                                | Candidato(a)     | Candidato(a)     | Candidato(a)     | Partido Federação | Cargos relevantes | Coligação Partido(s) | Referências |
| -- | ------------ | -------------- | ----------------- | ------------------------------------------------ | ---------------- | ---------------- | ---------------- | ----------------- | ----------------- | -------------------- | ----------- |
| 20 |              | Emmanuel Cunha | PODE              | - Prefeito de Cametá (1997–2000) - Administrador |                  |                  | Marcela Ramos    | PODE              | - Enfermeira      | Sem Coligação        | [ 17 ]      |

Prefeito de Cametá (1997-2000), Emmanuel Cunha anunciou a renúncia de sua candidatura em 28 de setembro de 2024, optando por apoiar o petista José Domingos Fernandes. Na mesma data Marcela Ramos, vice em sua chapa, anunciou apoio a Benedito Pompeu (Solidariedade) através de suas redes sociais.

## Candidatos à vereança
A regra eleitoral permite que um Partido ou Federação indique uma chapa que contenha, no máximo, 100% das vagas em disputa mais 1. No caso de Cametá, o número máximo de candidaturas é de 18.
A tabela a seguir apresenta o número de candidaturas em cada Partido e Federação, estando agrupados a partir de coligações na disputa do poder executivo. Lembre-se que a coligação em eleições proporcionais não existe mais no Brasil, sendo demonstrada a coligação majoritária apenas a título de visualização agrupada.
| Coligação ao executivo                              | Partido ou federação | Partido ou federação | Candidatos | Candidatos | Candidatos | Candidatos |
| --------------------------------------------------- | -------------------- | -------------------- | ---------- | ---------- | ---------- | ---------- |
| Cametá, sempre em frente (122 candidatos)           |                      |                      |            |            |            |            |
|                                                     | MDB                  | 18                   | 18         | 18         | 18         |            |
|                                                     | UNIÃO                | 18                   | 18         | 18         | 18         |            |
|                                                     | PP                   | 18                   | 18         | 18         | 18         |            |
|                                                     | PDT                  | 18                   | 18         | 18         | 18         |            |
|                                                     | PSB                  | 18                   | 18         | 18         | 18         |            |
|                                                     | PSD                  | 16                   | 16         | 16         | 16         |            |
|                                                     | Avante               | 16                   | 16         | 16         | 16         |            |
| Cametá mais solidária (32 candidatos)               |                      |                      |            |            |            |            |
|                                                     | Solidariedade        | 17                   | 17         | 17         | 17         |            |
|                                                     | PSDB-Cidadania       | 15                   |            | PSDB       | 7          |            |
|                                                     | PSDB-Cidadania       | 15                   | Cidadania  | 8          |            |            |
| Partidos e federações não coligadas (67 candidatos) |                      |                      |            |            |            |            |
|                                                     | FE Brasil            | 18                   |            | PT         | 13         |            |
|                                                     | FE Brasil            | 18                   | PCdoB      | 2          |            |            |
|                                                     | FE Brasil            | 18                   | PV         | 3          |            |            |
|                                                     | PRTB                 | 18                   | 18         | 18         | 18         |            |
|                                                     | PODE                 | 16                   | 16         | 16         | 16         |            |
|                                                     | PL                   | 15                   | 15         | 15         | 15         |            |
| Total                                               | Total                | Total                | 221        | 221        | 221        | 221        |

## Pesquisas eleitorais
As pesquisas buscam analisar como seria o resultado da eleição se ela ocorresse no dia em que os dados dos entrevistados foram coletados, não tendo como objetivo pela porcentagem de confiança, prever o resultado final da eleição.
| Fonte   | Data(s) conduzidas | Amostragem | Victor Cassiano MDB | Benedito Pompeu Solidariedade | José Domingos Fernandes PT | Jader Frederico PL | Outros | Abst. Indec. | Vantagem | Ref.          |       |      |      |       |      |       |        |
| ------- | ------------------ | ---------- | ------------------- | ----------------------------- | -------------------------- | ------------------ | ------ | ------------ | -------- | ------------- | ----- | ---- | ---- | ----- | ---- | ----- | ------ |
| Fonte   | Data(s) conduzidas | Amostragem | Absoluta            | 27/Set-29/Set/2024            | 1.000                      | 57,9%              | Outros | Abst. Indec. | Vantagem | Ref.          | 24,1% | 5,9% | 2,9% | [ a ] | 8,7% | 33,8% | [ 22 ] |
| Acertar | 23/Jul-27/Jul/2024 | 1.122      | 55,3%               | 23,6%                         | 6,6%                       | 4,1%               | [ c ]  | 10.4%        | 31,7%    | [ 23 ] [ 24 ] |       |      |      |       |      |       |        |
| Acertar | 23/Jul-27/Jul/2024 | 1.122      | 61,7%               | 26,4%                         | 7,3%                       | 4,6%               | [ c ]  | [ e ]        | 35,3%    | [ 23 ] [ 24 ] |       |      |      |       |      |       |        |

## Resultados

### Prefeito
| Candidato(a)                                             | Candidato(a)                                             | Vice                                                     | 1º turno 6 de outubro | 1º turno 6 de outubro |
| Candidato(a)                                             | Candidato(a)                                             | Vice                                                     | Votação               | Votação               |
| Candidato(a)                                             | Candidato(a)                                             | Vice                                                     | Total                 | Percentagem           |
| -------------------------------------------------------- | -------------------------------------------------------- | -------------------------------------------------------- | --------------------- | --------------------- |
|                                                          | Victor Cassiano (MDB)                                    | Ênio de Carvalho (UNIÃO)                                 | 49.987                | 55,81%                |
|                                                          | Benedito Pompeu (Solidariedade)                          | José Luís Gonçalves (PSDB)                               | 27.986                | 31,25%                |
|                                                          | José Domingos Fernandes (PT)                             | Li Miranda (PCdoB)                                       | 10.138                | 11,32%                |
|                                                          | Jáder Frederico Barros (PL)                              | Reinaldo Itaparica (PL)                                  | 1.457                 | 1,63%                 |
| → Total de votos válidos                                 | → Total de votos válidos                                 | → Total de votos válidos                                 | 89.568                | 97,78%                |
| → Votos em branco                                        | → Votos em branco                                        | → Votos em branco                                        | 638                   | 0,70%                 |
| → Votos nulos                                            | → Votos nulos                                            | → Votos nulos                                            | 1.393                 | 1,53%                 |
| Total                                                    | Total                                                    | Total                                                    | 91.603                | 89,01%                |
| Abstenções                                               | Abstenções                                               | Abstenções                                               | 11.307                | 10,99%                |
| Total de inscritos                                       | Total de inscritos                                       | Total de inscritos                                       | 102.910               | 100%                  |
| Relação da população municipal ao total de votos válidos | Relação da população municipal ao total de votos válidos | Relação da população municipal ao total de votos válidos | 143.837               | ~62,27%               |
| Relação da população municipal ao total de inscritos     | Relação da população municipal ao total de inscritos     | Relação da população municipal ao total de inscritos     | 143.837               | ~71,55%               |

### Vereadores Eleitos
Foram eleitos 17 vereadores para a Câmara Municipal de Cametá.

  MDB: 6
  PDT: 2
  PSD: 2
  UNIÃO: 2
  Solidariedade: 2
  PT: 1
  PP: 1
  PCdoB: 1

| Vereadores | Vereadores           | Partido       | Votação | %     | Cidade onde nasceu | UF   |
| ---------- | -------------------- | ------------- | ------- | ----- | ------------------ | ---- |
|            | Pedro Fernandes      | MDB           | 3.293   | 3,65% | Cametá             | Pará |
|            | Márcio Veiga         | MDB           | 3.284   | 3,64% | Cametá             | Pará |
|            | Chico Nery do Peixe  | PDT           | 2.787   | 3,11% | Cametá             | Pará |
|            | Wanderléia Camarinha | MDB           | 2.787   | 3,09% | Cametá             | Pará |
|            | Edileno Moraes       | MDB           | 2.250   | 2,50% | Cametá             | Pará |
|            | João Paulo Nunes     | MDB           | 2.203   | 2,44% | Cametá             | Pará |
|            | Júnior Mancha        | MDB           | 2.125   | 2,36% | Cametá             | Pará |
|            | Byco Santos          | PSD           | 1.752   | 1,94% | Cametá             | Pará |
|            | Emerson Oca          | PCdoB         | 1.622   | 1,80% | Cametá             | Pará |
|            | Helton Fura-Bola     | Solidariedade | 1.502   | 1,67% | Cametá             | Pará |
|            | Jessé Cardoso        | UNIÃO         | 1.470   | 1,63% | Cametá             | Pará |
|            | Ivan Tavares         | PT            | 1.434   | 1,59% | Cametá             | Pará |
|            | Álvaro Leão          | PP            | 1.394   | 1,55% | Cametá             | Pará |
|            | Moisés Rodrigues     | PSD           | 1.354   | 1,50% | Cametá             | Pará |
|            | Sirley Ribeiro       | PDT           | 1.228   | 1,36% | Ponta de Pedras    | Pará |
|            | Luis Fernando Fiel   | UNIÃO         | 1.217   | 1,35% | Cametá             | Pará |
|            | Arthur Almeida       | Solidariedade | 1.095   | 1,21% | Cametá             | Pará |